# 게슈타포
비밀국가경찰(독일어: Geheime Staatspolizei 게하이메 슈타츠폴리차이IPA: [ɡəˈha͡e̯mə ˈʃtaːtspʰoliˌtsa͡e̯][*]), 통칭 게슈타포(독일어: Gestapo 발음 (도움말·정보)[*])는 나치 독일의 비밀 국가 경찰이다. 나치가 집권한 1933년 프로이센 주의 내무장관이던 헤르만 괴링이 프로이센 주 경찰의 정치 경찰을 모태로 창설했다. 그 후 괴링은 공군 창설 작업에 집중하기 위해 1934년 하인리히 힘러와 친위대에 게슈타포를 넘겼다. 힘러와 그의 부하 라인하르트 하이드리히에 이르러 체제가 완성되었다.

## 역사
1933년, 정권을 잡은 나치에 의해 통치되는 나치 독일 프로이센 주 내무장관 헤르만 괴링이 나치에 반대되는 반나치 성향의 간부들을 숙청하고 재창설했다. 이것이 바로 게슈타포의 시작이다. 헤르만 괴링의 조카 사위이자 경찰간부 경력을 가진 루돌프 딜즈(Rudolf Diels, 1900년 - 1957년)가 초대로 임명되었고, 1934년, 하인리히 힘러가 장관이었을 때 게슈타포는 SS 보안국 하부기관에 소속된 후 더욱 성장하여 전국적으로 비밀 경찰의 역할을 하는 비밀경찰기구가 되었다. 1939년, 라인하르트 하이드리히는 관할 분야를 조정하기 위해 국가보안본부가 창설되었고 이 본부의 제4국에 소속된 기구가 게슈타포였다.
세계 2차대전 중 프랑스에서는 수도인 파리에 게슈타포 사령부를 설치해서 남녀노소 할것없이 레지스탕스들을 체포 후 고문했다.

## 조직 구성

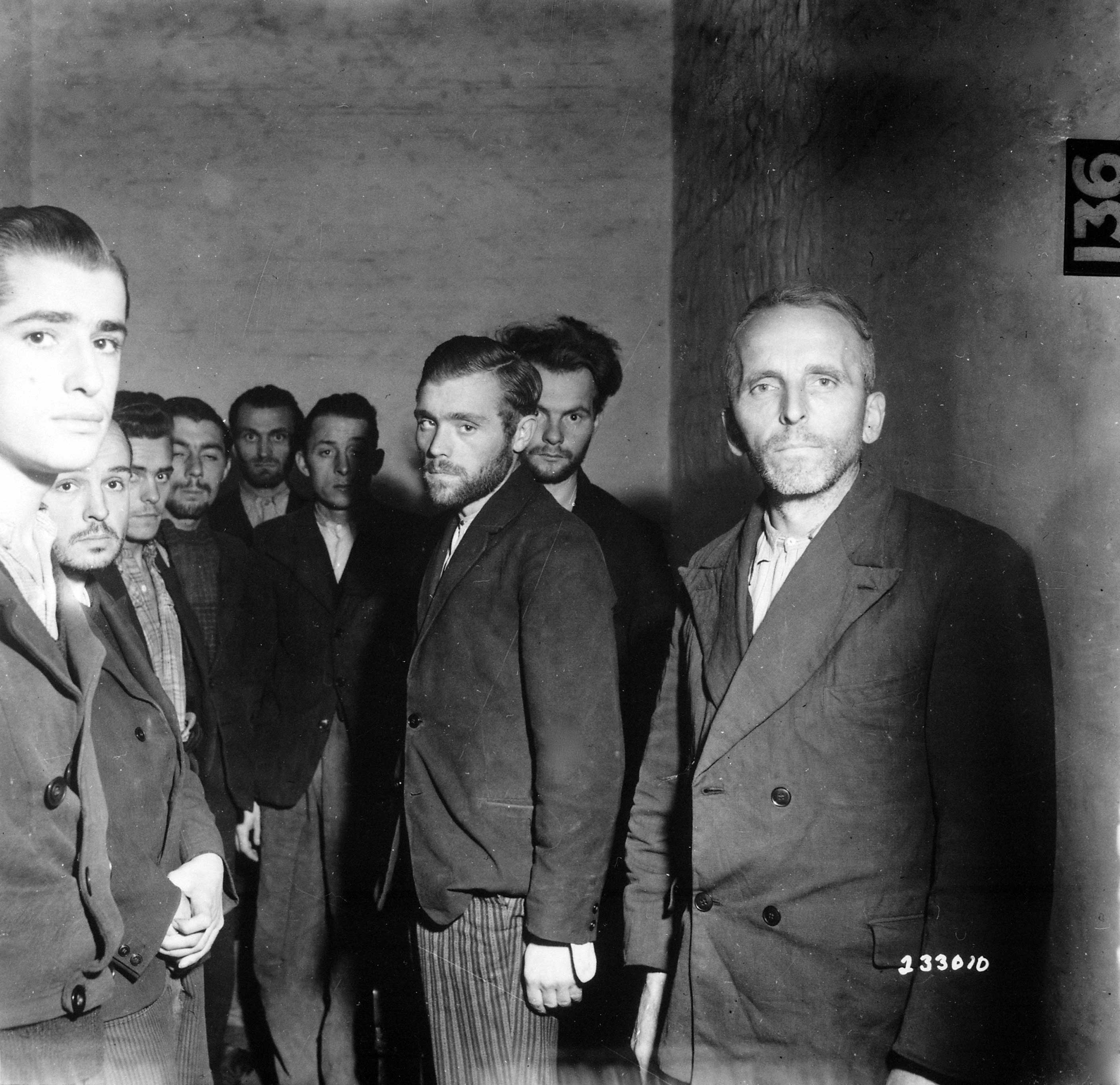
연합군이 리에주를 탈환한 뒤, 독일인 게슈타포 요원들이 시내의 모 시설 내 골방에 모여 수용되어 있다.

게슈타포가 창설되었을 때, 그 조직은 이미 존재하고 있었던 프로이센 비밀경찰(독일어: Preußische Geheimpolizei)을 모태로 했다. 1934년에 게슈타포가 프로이센 내무부 관할에서 친위대(SS)로 넘겨졌고, 그 이후 5년간 게슈타포는 광범위하게 확장되었다. 게슈타포는 이후 독일군 점령지에서 악명이 높아졌다.
1939년에 게슈타포는 제국보안본부(RHSA)의 하부 기관이 되었고, 구성원 대다수는 SS였다. RSHA 내에서 게슈타포는 Amt. Ⅳ로 알려졌다. 내부 조직은 다음과 같다.

### 계급
| 비밀국가경찰 계급                          | 비밀국가경찰 계급 | 질서경찰 계급                         | 무장친위대 계급                       |
| 하위직                                     | 고위직 | 질서경찰 계급                         | 무장친위대 계급                       |
| ------------------------------------------ | --- | ------------------------------------- | ------------------------------------- |
| 형사조교후보자 (Kriminalassistentanwärter) | | 경관 (Wachtmeister)                   | 하급분대지도자 (Unterscharführer)     |
| 임시 형사조교 (apl. Kriminalassistent)     | | 상급경관 (Oberwachtmeister)           | 분대지도자 (Scharführer)              |
| 형사조교 (Kriminalassistent)               | | 관할상급경관 (Revieroberwachtmeister) | 상급분대지도자 (Oberscharführer)      |
| 형사상급조교 (Kriminaloberassistent)       | | 최고경관 (Hauptwachtmeister)          | 최고분대지도자 (Hauptscharführer)     |
| 형사서기 (Kriminalsekretär)                | | 경관장 (Meister)                      | 돌격분대지도자 (Sturmscharführer)     |
| 형사상급서기 (Kriminalobersekretär)        | 형사경감보 (Hilfskriminalkommissar) 견습 형사경감 (Kriminalkommissar auf Probe) 임시 형사경감 (apl. Kriminalkommissar) | 경찰소위 (Leutnant)                   | 하급돌격지도자 (Untersturmführer)     |
| 형사수사관 (Kriminalinspektor)             | 형사경감 근속연수 3년 이하 (Kriminalkommissar)                                                                         | 경찰중위 (Oberleutnant)               | 상급돌격지도자 (Obersturmführer)      |
|                                            | 형사경감 근속연수 3년 이상 (Kriminalkommissar) 형사서기관 근속연수 3년 이하 (Kriminalrat)                              | 경찰대위 (Hauptmann)                  | 최고돌격지도자 (Hauptsturmführer)     |
|                                            | 형사서기관 근속연수 3년 이상 (Kriminalrat) 형사이사관 (Kriminaldirektor) 정부형사서기관 (Regierungs- und Kriminalrat)  | 경찰소령 (Major)                      | 돌격대지도자 (Sturmbannführer)        |
|                                            | 상급정부형사서기관 (Oberregierungs- u. Kriminalrat)                                                                    | 경찰중령 (Oberstleutnant)             | 상급돌격대지도자 (Obersturmbannführer |
|                                            | 정부형사이사관 (Regierungs- u. Kriminaldirektor) 국가형사이사관 (Reichskriminaldirektor)                               | 경찰대령 (Oberst)                     | 연대지도자 (Standartenführer)         |
| 출처:                                      | |                                       |                                       |

### 급여등급 및 연봉
| 급여등급 | 1938년 기준 연봉 (단위: ℛℳ) | 계급                                            |
| -------- | --------------------------- | ----------------------------------------------- |
| A8c3     | 2,160–2,340                 | 임시 형사조교 형사조교                          |
| A7c      | 2,000–3,000                 | 형사상급조교                                    |
| A7a      | 2,350–3,500                 | 형사서기                                        |
| A5b      | 2,300–4,200                 | 형사상급서기                                    |
| A4c2     | 2,800–5,000                 | 형사수사관                                      |
| A4c1     | 2,800–5,300                 | 형사경감보 견습 형사경감 임시 형사경감 형사경감 |
| A3b      | 4,800–7,000                 | 형사서기관                                      |
| A2d      | 4,800–7,800                 | 형사이사관                                      |
| A2c2     | 4,800–8,400                 | 정부형사서기관                                  |
| A2b      | 7,000–9,700                 | 상급정부형사서기관                              |
| A1b      | 6,200–10,600                | 정부형사이사관 국가형사이사관                   |

1939년 기준 산업노동자의 연봉 중간값은 1,495 ℛℳ였다. 같은 해 사무직 노동자의 연봉 중간값은 2,772 ℛℳ였다.

### 편제
국가 보안 본부 제IV국(게슈타포)
- IV A: 사회주의자, 공산주의자, 반동주의자, 자유주의자 등 사보타주에 대한 조치 및 종합 보안 조치. 산하에 6반을 두었다.
- IV B: 나치에 대해 비판적이었던 로마 가톨릭 교회 및 개신교의 정치 활동[7], 기타 종교 조직, 유대인, 프리메이슨 등 5반으로 나뉘었다. 아이히만은 IV B4(제국 B과 4반) 소속.
- IV C: 강제 수용, 예방 구속, 출판, 당 업무 파일의 작성.
- IV D: 점령지, 독일 주재 외국인 노동자.
- IV E: 방첩과.
  - IV E1: 일반 방첩 및 공장 시설에 대한 방첩.
  - IV E2: 일반 경제 문제.
  - IV E3: 서유럽 제국.
  - IV E4: 북유럽 제국.
  - IV E5: 동유럽 제국.
  - IV E6: 남유럽 제국.
- IV F: 패스포트, 신분 증명, 외국인 감독 경찰.
- IV G: 국경 경찰.

## 주요 관련 인물
- 아돌프 히틀러 : 나치 독일 총통
- 헤르만 괴링 : 게슈타포 창설자
- 하인리히 힘러 : 게슈타포를 SS와 병합시킨 장본인
- 라인하르트 하이드리히 : 제국보안본부 1대 본부장
- 에른스트 칼텐브루너 : 하이드리히 사후 2대 본부장

## 같이 보기
- 나치
- 홀로코스트
- 뉘른베르크 전범 재판
- 레지스탕스